# 清水薫
清水 薫（しみず かおる）は、満田拓也の漫画作品『MAJOR』のヒロインで、後に茂野吾郎の妻となる女性。
アニメでの声優は笹本優子が担当。

## プロフィール
- ポジション
  - 野球：右翼手（リトルリーグ）、捕手（リトルリーグ編での小森の負傷時および、聖秀学院野球部の練習試合のみ）
  - ソフトボール：投手（中学・高校）、二塁手（大学）
- 投打：右投右打
- 背番号：9（三船リトル）
- 誕生日：12月10日生まれ。
- 血液型: O型
- 身長 / 体重：164cm、49kg

## 人物
普段は負けん気の強い男勝りな性格で、かなり荒っぽい口調が目立つが、心根はとても純情。
小学生の頃は運動が苦手だったが、リトルでの野球経験を経て変化していき、中学から大学までソフトボールに打ち込んでいる。
二人称はお前およびあんたである（君およびあなたは非常に稀である）。ただし、目上の相手に敬語を滅多に使わない吾郎とは異なり目上の相手に対してはあんた呼ばわりすることはまずない。
リトルリーグの頃から吾郎に好意を抱いており、その想いは非常に真剣であるが、強気な性格が災いして吾郎と衝突する描写も多々あった。吾郎が何も告げずに福岡へ転校した際、ショックのあまり部屋に塞ぎ込んで号泣したり、彼が海堂に進学すると聞いた際は、自らの気持ちを曲げてでも進路先を合わせようとするほど。
また、芯の強く頼りがいのある人物としても描かれており、吾郎が落ち込んだ際は励ましの言葉を投げかけ、沢村からいじめられていた小森を庇ったり、W杯時に寿也へ対して美穂のアドバイスしたりという、描写もたびたび見受けられた。
吾郎の改姓後も恋人同士になった後も、一貫して吾郎のことは「本田」と呼んでいたが、結婚後は「吾郎」に変わっている。泉を出産した後は「おとさん」と呼ぶようになる。母親になってからは学生時代の男勝りな性格は鳴りを潜め、荒っぽかった口調も落ち着いている。高校の同期である田代や藤井に対しても、学生時代の呼び捨てから君付けへと変わっている。
長女のいずみに対しては、同性かつ自分と似た勝気な性格に加えて、いずみ自身が決定的な挫折を経験したことが無いことがも幸いして無難に対応できているものの、長男の大吾に対しては、挫折を繰り返し続けたことも影響した彼自身の内向的な性格や繊細で傷つきやすい一面に悩みつつ、成長を見守っている。

## 来歴

### MAJOR
リトルリーグ編
小学4年生時、同級生となった吾郎のことは出会った当初は学級委員長の責任感ゆえに何かと対立することもあったが、小森と沢村の諍いを共に和解へ導いたことをきっかけに彼が持つ野球への熱意に心を打たれ、三船リトルで野球を始める。縄跳び120回、二重跳び18回の記録を持ちながら、野球に関してはまったくの素人で最初はキャッチボールもできなかったが、吾郎の協力もあり上達していく。このことがきっかけで吾郎のことを意識し始める。小森の負傷後、代わりの捕手を志願し、吾郎の球を1週間で捕れるようになった。
三船東中学校編
三船東中学ではソフトボール部の主将を務める。吾郎が一言も告げず福岡に転校したことで傷ついていたが、帰郷した吾郎が野球への熱意を失っていなかったことを知って以降は再び彼の理解者になり、アニメ版では自分の怪我で野球を逆恨みする山根を一喝し、吾郎たちと共に復帰のきっかけを与える。野球部再始動後は友ノ浦中学との地区予選準決勝で野球部の一日マネージャーも務めるなど応援する。高校受験で吾郎と一緒の海堂高校進学を目指し、偏差値の高い普通科に猛勉強の末に合格するが、ソフトボール部がないことを後で知り、吾郎の勧めもあって海堂を辞退し聖秀学院高校に進学した。
聖秀学院高校編
ソフトボール部のエースを務める。2年の時に「打倒・海堂」を胸に聖秀に編入してきた吾郎と再会し、ソフトボール一筋と思いつつ、抑えきれない恋心に戸惑う。野球部新設を目指した吾郎が部員集めのために組んだ練習試合では捕手を務めて吾郎の剛球を受け、横浜リトル・シニアでレギュラーだった弟・大河を入部させるなど、陰日なたに協力。吾郎の苦闘を最後まで見つめ続ける。高校卒業後は杏和女子学院大学に進学した。
W杯編
大学でもソフトボールを続けている。帰国した吾郎に初デートで告白され、吾郎を見守り続けて10年の年月を経て交際関係となった。その後、大学の春休みを利用してW杯日本代表に選ばれた吾郎を応援しにアメリカに行く。そこで佐藤寿也の生き別れの妹・美穂と出会い、佐藤兄妹の橋渡し役も務める。
メジャーリーグ編
メジャーで活躍する吾郎に再び会いに行くためソフトボール部をズル休みしてまで渡米費用を稼いでいたが、練習試合に遅刻してしまい、先輩部員に「ソフトに集中する覚悟ができるまで練習に来なくて結構」と咎められてしまう。アルバイトも中途半端になって解雇され、父親にも叱咤されたことから一時は退部を考えたが、沢村や小森ら周囲の人々の思いを知り、再びソフトボールに励むようになる。吾郎が渡米2年目でメジャーに昇格し、所属するインディアナ・ホーネッツの地区優勝決定戦をテレビを通じて日本から応援している。
吾郎がメジャー2年目を終え帰国した際にはお目付け役として茂野家に滞在していたソフィアとの関係を誤解、さらに彼女から「野球選手の妻になること」という重大な決断を迫られ躊躇するが、ばったり会った吾郎に葛藤を打ち明けた際に、「お前の人生だ。『メジャーリーガー・茂野吾郎を支えなきゃ』なんて気負うことはない」と温かな言葉をかけられる。その直後に「お前のペースでいい。いつか本当にそれでもいいと思えた時、生涯、自分とバッテリーを組んでくれ」というプロポーズを受け、彼とファーストキスを交わす。
数年後に吾郎と結婚して茂野 薫（しげの かおる）となる。ワールドシリーズ戦の時点で第一子を妊娠していた。臨月を迎えていたが、ワールドシリーズのテレビ中継で吾郎が頭部に打球を受け気絶する光景を目の当たりにしてショックを受け、翌朝陣痛に見舞われ病院に担ぎ込まれる。ホーネッツがワールドシリーズ優勝を決めた直後に長女・泉を出産し母親になる。
日本プロ野球編
長男・大吾を出産し二児の母親となったが、吾郎の故障によるメジャー引退により一家で日本に帰国する。吾郎が野手として現役を続けるにあたって、子供たちに時期が来るまで教えないように頼まれ誰よりも理解を示す一方、「父親の本当の姿を知らない子供たちの気持ちを考えてほしい」と吾郎を叱ることもあった。OVA版『メッセージ』では吾郎が小さい頃同じ経験をした桃子に当時のことを聞き、吾郎といずみを信じて見守ることを決心する。

### MAJOR 2nd
小学生編
台湾に渡っている吾郎の留守を預かり、泉と大吾を育てながら専業主婦として家事に追われている。野球選手を親に持つことへのコンプレックスゆえに野球から離れて以来、一生懸命に打ち込めるものがない大吾の現状を憂いているものの、大吾自身の胸中を理解しきれず、良かれと思って発破をかけた結果が逆効果となったり、荒療治になってしまうことが多々あった。
後に光の言葉に発奮し、その光を見返してやりたい一心で再び野球に向き合う決心をした大吾の姿を見てからは「吾郎は吾郎、大吾は大吾だから」と不器用ながらもメンタルケアを行ってノックや捕球の練習に付き合い吾郎を通して寿也に大吾の捕手としてのコーチングを依頼するなど母親として大吾と向き合うようになった。
中学生編
丹波を除く上級生部員が窃盗（アニメ版では集団万引き）事件に関与し強制退部になったことでメンバーが不足した風林中学野球部の主将になったことで、小学生の頃よりは自立した考えを持つようになった大吾の成長を認めている。主将の重責から体調不良を起こした際には吾郎と共に通院の送迎やメンタルケアを行う。一方で合宿に向かう彼に寂しさから抱きついた時にボディブローで突っ込まれるなどコミカルな描写も見られるようになった。